# マイケル・ボンド
マイケル・ボンド（Michael Bond、1926年1月13日 - 2017年6月27日）は、イギリス・バークシャー州、ニューベリー出身の小説家。児童文学『くまのパディントン』シリーズの作者として知られる。

## 経歴
第二次世界大戦中はイギリス空軍・イギリス陸軍に入隊。1945年から短編を書き始める。
BBCでカメラマンとして働きながら数多くの短編を書いた後、1958年に『くまのパディントン』を発表。1967年から作家業に専念。『くまのパディントン』は約20ヶ国で出版されている。
グルメ誌の記者で覆面調査員のパンプルムース氏を主人公にした大人向けのミステリーシリーズもある。
2017年6月27日に死去した事が翌28日に報じられた。91歳没。

## 栄典
- 大英帝国勲章（1997年,2015年）

## 著作

### くまのパディントンシリーズ
- 「くまのパディントン」の項目を参照

### パンプルムース氏(Aristide Pamplemousse)シリーズ
- 『パンプルムース氏のおすすめ料理』（Monsieur Pamplemousse、木村博江訳、東京創元社） 1998.2  ISBN 4-488-01377-5
のち創元推理文庫 2001.7　ISBN 4-488-21502-5
- 『パンプルムース氏の秘密任務』（Monsieur Pamplemousse and the Secret Misson、木村博江訳、東京創元社） 1999.3  ISBN 4-488-01385-6
のち創元推理文庫 2001.11　ISBN 4-488-21503-3
- 『パンプルムース家の犬』（Monsieur Pamplemousse on the Spot、木村博江訳、創元推理文庫） 2002.4  ISBN 4-488-21504-1
- 『パンプルムース氏のダイエット』（Monsieur Pamplemousse takes the Cure、木村博江訳、創元推理文庫） 2002.11  ISBN 4-488-21505-X
- 『パンプルムース氏と飛行船』（Monsieur Pamplemousse Aloft、木村博江訳、創元推理文庫） 2003.6  ISBN 4-488-21506-8
- 『パンプルムース氏対ハッカー』（Monsieur Pamplemousse Investigates、木村博江訳、創元推理文庫） 2004.1  ISBN 4-488-21507-6
- 『パンプルムース氏の晩餐会』（Monsieur Pamplemousse Rests His Case、木村博江訳、創元推理文庫） 2005.5  ISBN 4-488-21508-4
- 『パンプルムース氏とホテルの秘密』（Monsieur Pamplemousse Stands Firm、木村博江訳、創元推理文庫） 2007.5  ISBN 978-4-488-21509-5
- Monsieur Pamplemousse on Location (1992)
- Monsieur Pamplemousse Takes the Train (1992)
- Monsieur Pamplemousse Afloat (1998)
- Monsieur Pamplemousse on Probation (2000)
- Monsieur Pamplemousse on Vacation (2001)
- Monsieur Pamplemousse Hits the Headlines (2003)
- Monsieur Pamplemousse and the Militant Midwives (2006)
- Monsieur Pamplemousse and the French Solution	(2007)
- Monsieur Pamplemousse and the Carbon Footprint	(2010)
- 短編「パンプルムース氏のとっておきの話」（Monsieur Pamplemousse Tells the Tale）：ミステリマガジン 2004年5月号に掲載